# Pionniers mormons
 (février 2018).
 (février 2018).

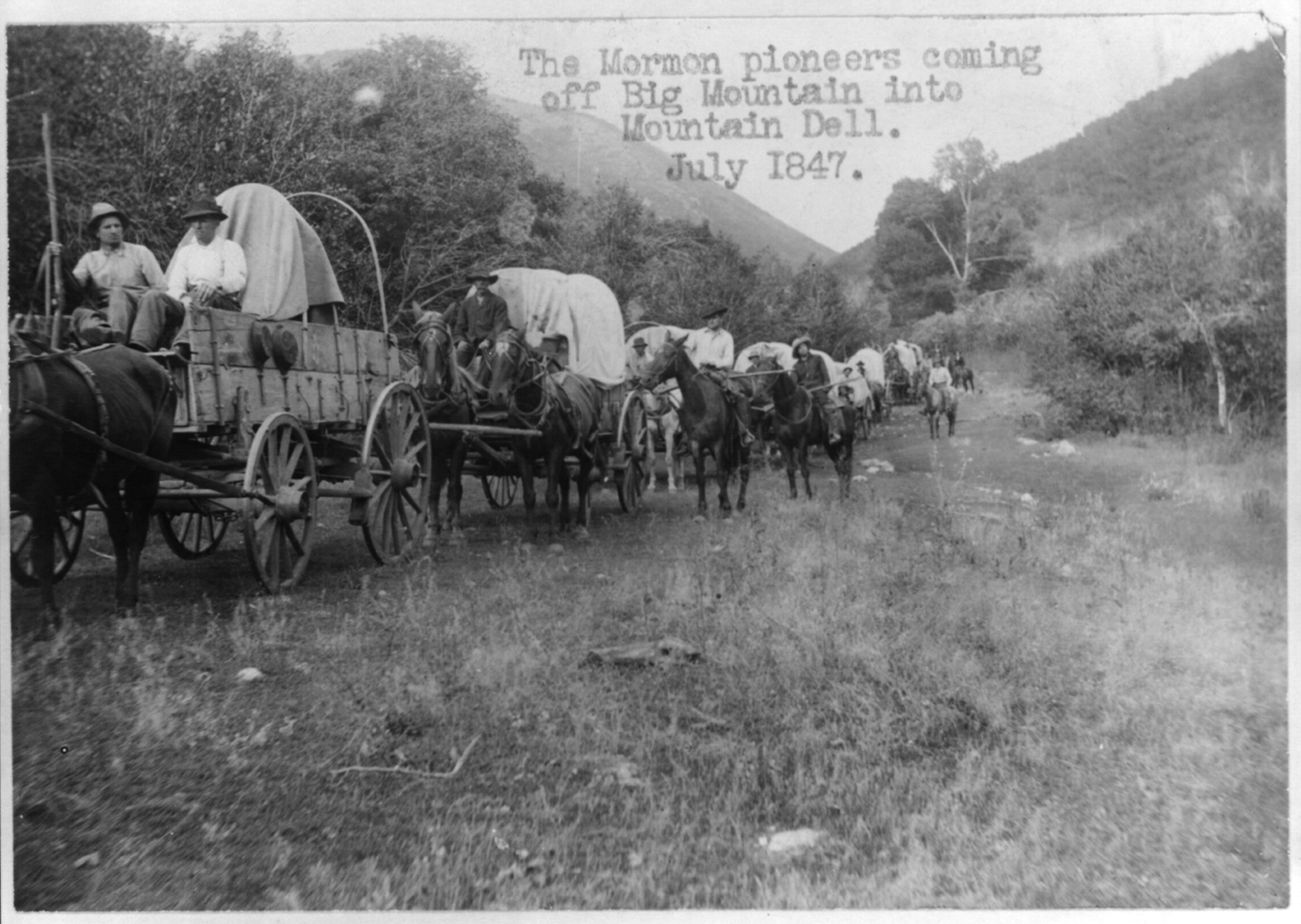
Pionniers mormons en 1847 (reconstitution, vers 1912).

Les pionniers mormons étaient les membres de l'Église de Jésus-Christ des saints des derniers jours, également connus sous le nom de « saints des derniers jours », qui subirent l'exode lorsqu'ils furent chassés de Nauvoo, en Illinois (États-Unis) et entreprirent à pied ou en chariot le trajet de plus de 2 000 km qui les mena jusqu'à la vallée du Grand Lac Salé, un endroit totalement désertique dans les montagnes Rocheuses, situé dans l'actuel État d'Utah, où ils s'établirent définitivement à partir de 1847. 
L'exode des pionniers chassés de Nauvoo, en Illinois a commencé le 4 février 1846, sous la direction de Brigham Young. Entre 1847 et 1869 (date d'achèvement du chemin de fer transcontinental), 86 000 pionniers se rendirent dans la vallée du Grand Lac Salé. 6 000 d'entre eux moururent au cours du voyage. 
Les premiers pionniers étaient Américains, puis des dizaines de milliers de Britanniques, d'Allemands, de Scandinaves, de Français, de Suisses, etc., traversèrent l'Atlantique pour se rendre à Salt Lake City où, sous l'impulsion de Brigham Young, ils s'installèrent. 
Un Français, Louis Auguste Bertrand, rédacteur au journal Le Populaire et communiste icarien, raconte sa conversion en 1850 et son expérience de la traversée des plaines dans Mémoires d'un mormon. 

## Contexte
Pour un article plus général, voir Guerre des mormons.

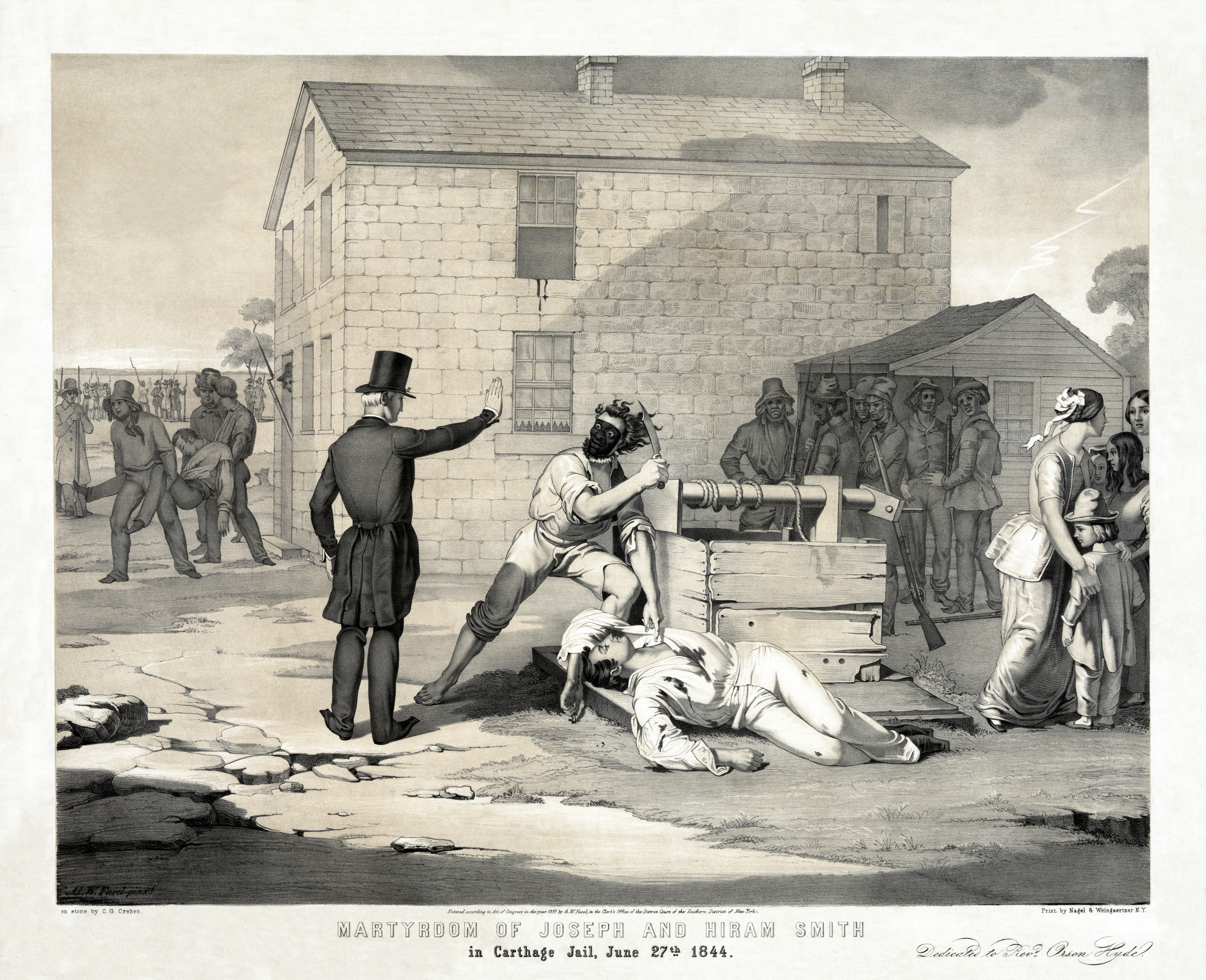
Assassinat de Joseph Smith, gravure de Carl Christian Anton Christensen.

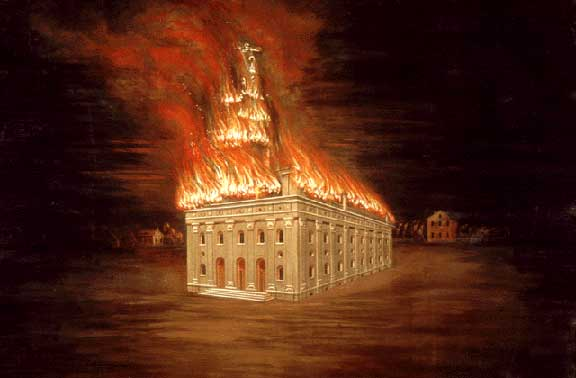
Destruction du temple de Nauvoo, par Carl Christian Anton Christensen.

Depuis la fondation de l'Église de Jésus-Christ des saints des derniers jours en 1830, ses membres ont été souvent traités durement et persécutés par leurs voisins, principalement en raison de leur unité sociale et politique et de leurs croyances religieuses. Des actes de violence dirigés contre l'Église, ses membres et Joseph Smith, son dirigeant, les ont contraints de se déplacer d'un endroit à l'autre : Ohio, Missouri, puis en Illinois, où les membres de l'Église ont construit la ville de Nauvoo et un temple. Le gouverneur du Missouri, Lilburn Boggs, publia l'ordre d'extermination à l'encontre de tous les mormons qui vivaient dans l'État. 
En 1844, Joseph Smith a été tué par la foule pendant une garde à vue dans la ville de Carthage, en Illinois. En 1846, les tensions religieuses ont atteint leur apogée et, en 1848, la population a brûlé le temple de Nauvoo.
Selon la croyance, Dieu dirigea Brigham Young, le successeur de Joseph Smith en tant que président de l'Église, pour appeler les mormons à s'organiser et aller en direction de l'Ouest, au-delà de la frontière ouest des États-Unis (dans ce qui était alors le Mexique).

## Déroulement

### Départ de Nauvoo
- Épreuves d’un exode hivernal

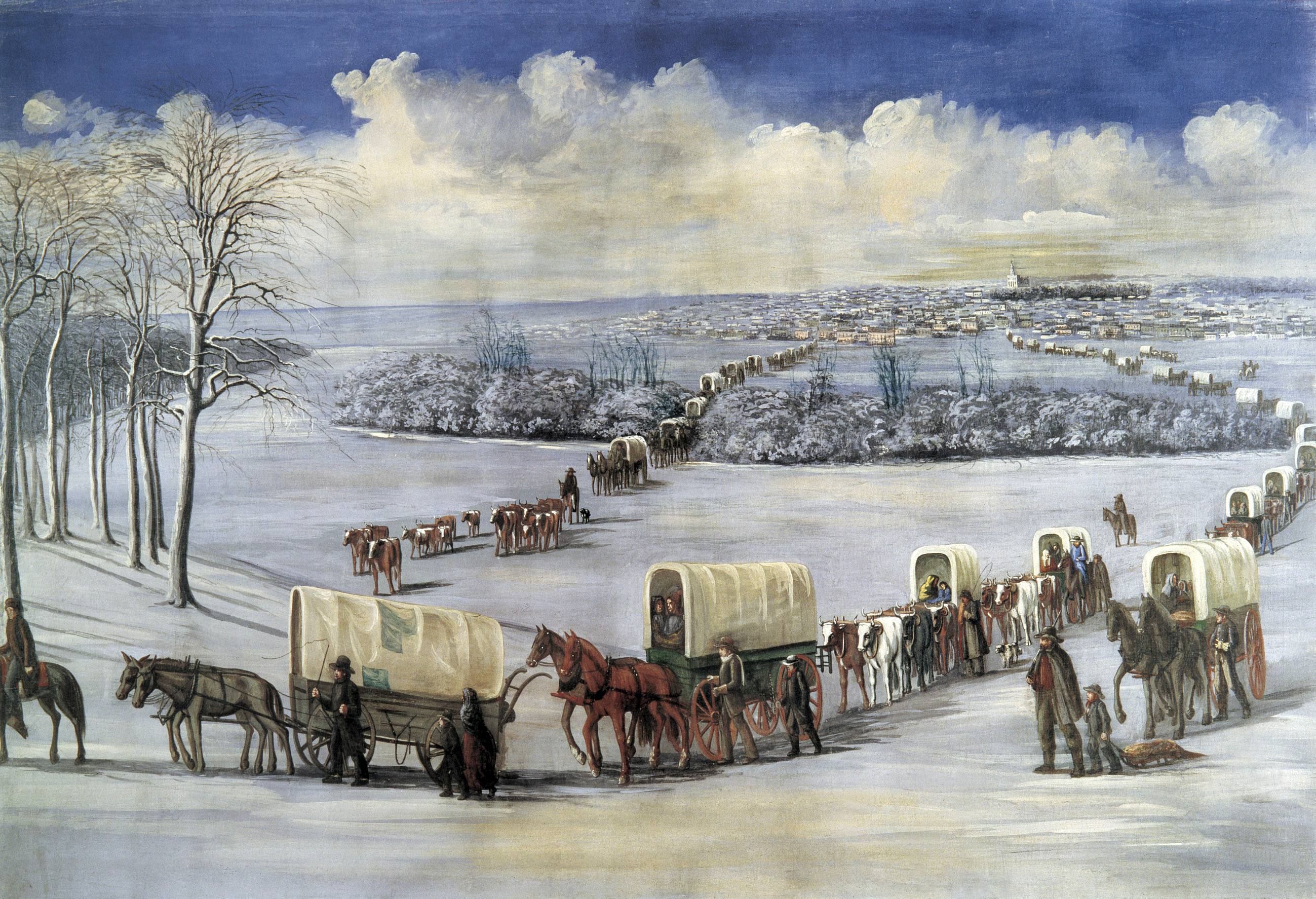
Départ de Nauvoo, hiver 1846-47, C.C.A. Christensen.

L'évacuation de Nauvoo devait à l'origine avoir lieu en avril 1846. Mais comme la milice de l'État menaçait d'empêcher les mormons de partir vers l'Ouest, les douze apôtres et d'autres édiles tinrent en hâte conseil le 2 février 1846. Ils convinrent qu'il était impérieux de partir immédiatement pour l'Ouest, et l'exode commença le 4 février. Sous la direction de Brigham Young, le premier groupe de mormons entreprit le voyage. Mais il y avait de nombreux kilomètres à parcourir avant de trouver du répit dans des camps permanents après avoir affronté la fin de l'hiver et un printemps exceptionnellement pluvieux. Pour échapper à leurs persécuteurs, des milliers de mormons durent tout d'abord traverser le Mississippi jusqu'en Iowa. Quinze jours après la première traversée, le fleuve gela pendant un certain temps. Bien que la glace fût glissante, elle supporta les chariots et les attelages et facilita la traversée. Quand ils campèrent à Sugar Creek, de l'autre côté du fleuve, un vent constant apporta de la neige qui tomba sur une épaisseur de près de vingt centimètres. Ensuite le dégel rendit le sol boueux. La partie la plus difficile du voyage fut la première, la traversée de l'Iowa. Il fallut cent trente et un jours aux "saints" pour parcourir les 500 km de Nauvoo jusqu'aux colonies de l'ouest de l'Iowa où ils passeraient l'hiver de 1846-1847 et se prépareraient pour l'émigration vers les Montagnes Rocheuses. Cette expérience leur apprit l'art de voyager qui allaient les aider à traverser plus rapidement les 1 600 km des grandes plaines américaines, ce qui fut fait l'année suivante en cent onze jours environ. 
- Winter Quarters

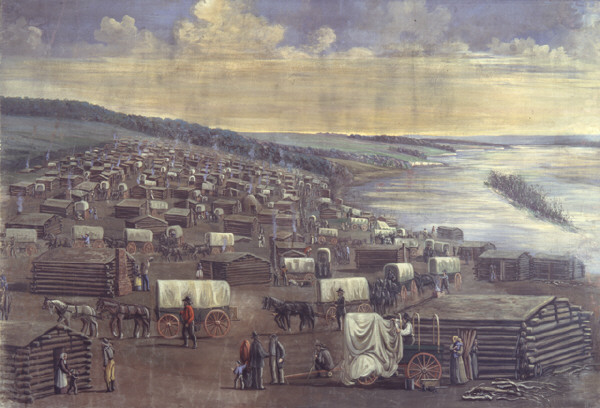
Winter Quarters.

Au cours de l'hiver 1846-47, les dirigeants "saints" des derniers jours de Winter Quarter, Nebraska et d'Iowa conçurent des plans pour la migration d'un grand nombre de "saints", avec leurs biens et leurs vivres. 
On appela des capitaines de cent, de cinquante et de dix pour diriger les "saints" pendant leur exode. Chaque groupe de cent créa un ou plusieurs ateliers de charronnerie. Charrons, menuisiers et ébénistes travaillaient jusque tard dans la nuit à préparer le bois et à construire les chariots. Des membres furent envoyés dans l'Est acheter du fer, et les forgerons fabriquaient le matériel nécessaire pour le voyage et les outils agricoles dont on aurait besoin pour coloniser une nouvelle Sion. Les familles rassemblaient la nourriture et les articles ménagers et remplissaient les récipients d'entreposage de fruits séchés, de riz, de farine et de médicaments. Plusieurs colonies de "saints" s'étiraient le long des deux rives du Missouri. Winter Quarters, la plus grande, était sur la rive ouest, au Nebraska. Elle devint rapidement la patrie de quelque trois mille cinq cents membres de l'Église, qui vécurent dans des maisons de rondins et des trous creusés à flanc de coteau et constitués de terre et de saules. 

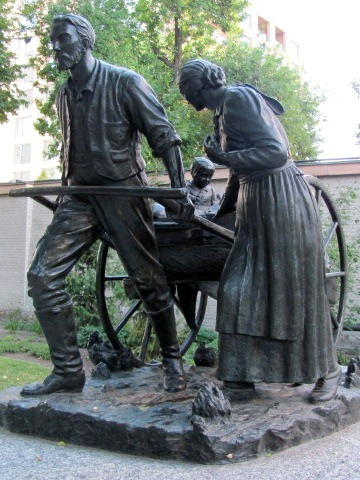
Pionniers mormons en charrettes à bras, statue située à Temple Square, Salt Lake City, Utah.

La vie dans ces colonies était presque aussi difficile que quand ils étaient en route. Au cours de l'été, ils souffrirent de la malaria. Quand vint l'hiver et que l'on ne disposa plus de nourriture fraîche, ils souffrirent d'épidémies de choléra, du scorbut, de maux de dents, d'héméralopie (réduction importante de la vision lorsque la lumière est faible) et de fortes diarrhées. Des centaines de personnes moururent.
- Kanesville

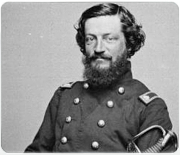
Thomas L.Kane, 1867.

C'est à Winter Quarters que Brigham Young rencontra pour la première fois Thomas L. Kane, un non-mormon de Philadelphie ayant des liens personnels avec l'administration Polk. Kane obtint l'autorisation pour les mormons de passer l'hiver sur le territoire indien, du côté Iowa du Missouri, et le site fut appelé à l'origine Kanesville où jusqu'à deux mille cinq cents "saints" vécurent. Brigham Young continua de faire confiance à Kane tout au long de sa vie, en particulier en qualité d'intermédiaire avec le gouvernement fédéral souvent hostile. Brigham Young passa personnellement en revue toutes les informations disponibles sur le Grand Lac Salé et la vallée du Grand Bassin, consulta les trappeurs ayant voyagé par Winter Quarter, et rencontra le Père Pierre-Jean De Smet, l'un des missionnaires jésuites familiarisé avec le Grand Bassin. Young, vigilant, insista pour que les Mormons s'installent dans un lieu dont personne d'autre ne voudrait et estima que la vallée du Grand Lac Salé répondait à cette exigence et présentait de nombreux avantages.

### Compagnie d'avant-garde en 1847

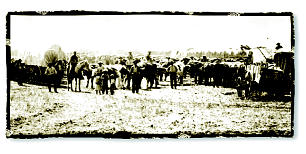
Convoi de pionniers vers 1867.

Au début de 1847, Brigham Young consulta les membres du collège des Douze Apôtres. De retour de mission britannique, John Taylor, Parley P. Pratt et Orson Hyde contribuèrent par l'argent donné par les "saints" britanniques, une carte basée sur la récente expédition vers l'ouest de John C. Frémont et par des instruments de calcul de latitude, d'altitude, de température et de pression barométrique. Brigham Young organisa une compagnie d'éclaireurs pour l'ouest en direction des Montagnes Rocheuses afin de recueillir des informations sur les conditions des pistes, y compris les sources d'eau et les tribus natives et, enfin, sélectionner le point de rencontre dans le Grand Bassin. La première compagnie devrait choisir et ouvrir une première piste que les pionniers suivants entretiendraient et amélioreraient. Il fallait que le groupe puisse, autant que possible, édifier des passages à gués et des ferries et planter des cultures pour les récoltes à venir. Fin février, la décision fut prise de collecter des bateaux portatifs, des cartes, des instruments scientifiques, des outils agricoles et des semences. Les techniques d'irrigation des cultures ont été étudiées. Une nouvelle route sur le côté nord de la Platte River a été choisie pour éviter l'interaction avec les voyageurs utilisant les pistes d'Oregon côté sud de la rivière. Étant donné les besoins importants du groupe de "saints" voyageant vers l'ouest, les responsables de l'Église ont décidé d'éviter d'éventuels conflits de droits de pâturage, d'accès à l'eau et de terrains pour les camps.
Les membres du groupe d'avant-garde choisis ont été réunis, les dernières fournitures ont été emballées, et le groupe a été organisé en compagnies militaires. Le groupe se composait de 143 hommes, dont trois esclaves noirs et de huit membres du Collège des Douze Apôtres, trois femmes et deux enfants. Le convoi contenait 73 charriots, un canon, 93 chevaux, 52 mules, 66 bœufs, 19 vaches, 17 chiens et des poulets, et un an de provision a été mis à la disposition du groupe. Brigham Young divisa le groupe en 14 compagnies, et désigna un capitaine par groupe. Inquiet du possible danger indien, une milice et une garde de nuit ont été formées sous la direction de Stephen Markham.

### Le Bataillon mormon
Pendant que les "saints" étaient en Iowa, les recruteurs de l'armée américaine demandèrent aux dirigeants de l'Église de fournir un contingent d'hommes pour participer à la guerre contre le Mexique, qui avait commencé en mai 1846. Les hommes, à qui on finit par donner le nom de bataillon mormon, devaient traverser le sud du pays jusqu'en Californie et seraient payés, vêtus et nourris. Brigham Young encouragea les hommes à s'enrôler, parce que cela permettrait de lever de l'argent pour rassembler les pauvres de Nauvoo et aider les familles des soldats. Le fait de collaborer avec le gouvernement dans cette entreprise montrerait aussi la loyauté des membres de l'Église à leur pays et leur donnerait une bonne raison de camper temporairement sur des terres publiques et indiennes. Finalement, cinq cent quarante et un hommes acceptèrent les conseils de leurs dirigeants et s'enrôlèrent dans le bataillon. Ils furent accompagnés de trente-trois femmes et de quarante-deux enfants. Le bataillon partit vers le sud-ouest et fit trois mille deux cent cinquante kilomètres jusqu'en Californie, souffrant du manque de nourriture et d'eau, d'insuffisance de repos et de soins médicaux et de l'allure rapide de la marche. Les soldats servirent de troupes d'occupation à San Diego, à San Luis Rey et à Los Angeles. À la fin de leur année d'enrôlement, ils furent démobilisés et autorisés à rejoindre leurs familles.

### Départ pour le Grand Lac Salé

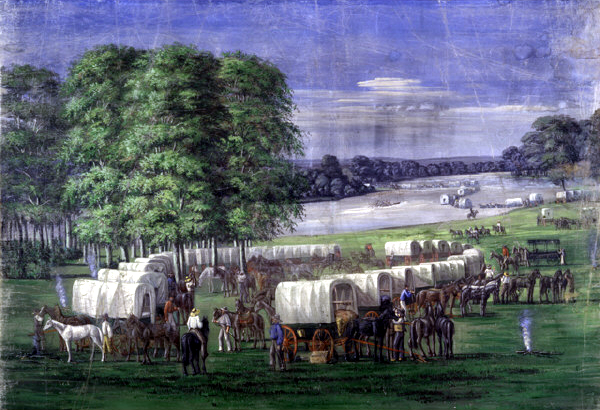
Pionniers traversant le Nebraska par C.C.A Christensen.

Le 5 avril 1847, à 14 h, le convoi quitta Winter Quarters en direction de l'ouest vers le Grand Bassin. Ils parcoururent 5 km dans l'après-midi. Les registres montrent que Young géra activement le voyage, supervisa les détails et, à l'occasion, donna un blâme quand les divertissements du soir ou du dimanche devenaient trop bruyants ou que les membres du groupe n'avaient pas achevé leurs tâches. 
Une fois, il réprimanda le groupe de chasseurs lui reprochant de gaspiller la chair ... tuant plus que réellement nécessaire.
Le campement était réveillé au clairon à 5 heures du matin et le convoi devrait être prêt pour le départ à 7 heures. Le voyage prenait fin chaque jour à 20 h 30 et le campement était au lit dès 9 h. Le convoi voyageait six jours par semaine, mais généralement restait au camp le dimanche pour célébrer le jour de Sabbat.

### Compagnies de charrettes à bras

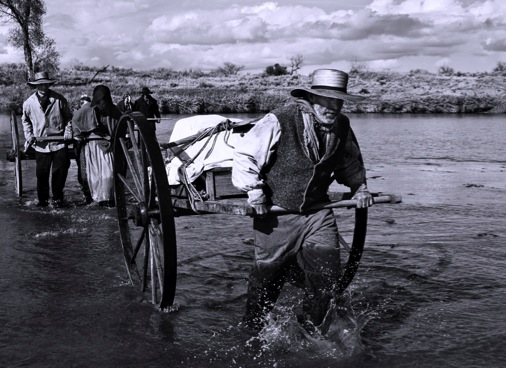
Charrettes à bras.

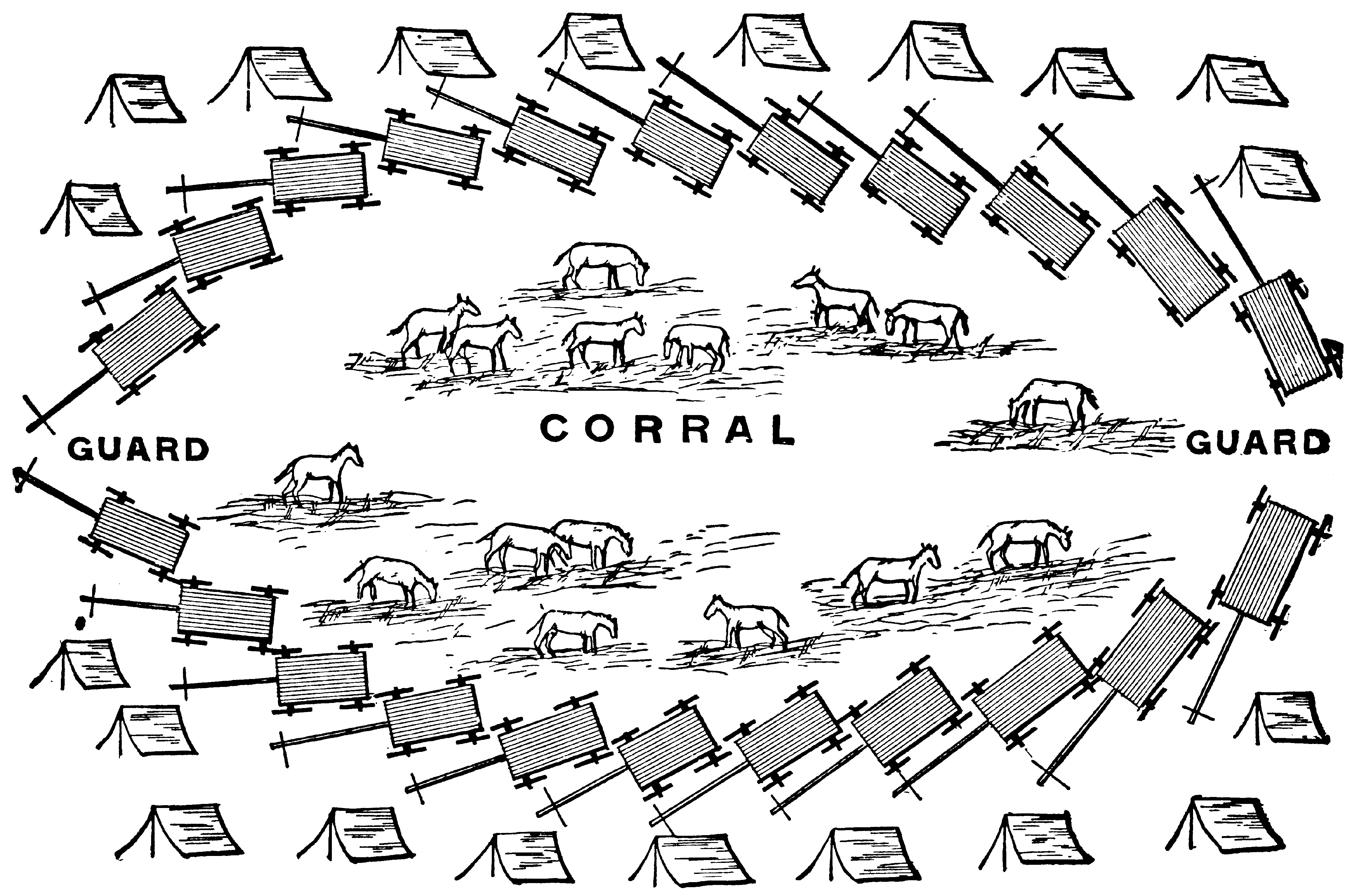
Camp de compagnie de charrettes à bras.

Dans les années 1850, les dirigeants de l'Église décidèrent de constituer des convois de charrettes à bras afin de diminuer les frais et de pouvoir accorder une aide financière au plus grand nombre possible d'émigrants. Les "saints" qui voyagèrent de cette façon ne mettaient que cent livres de farine et des quantités limitées de provisions et bien dans une charrette et la poussaient ensuite sur les plaines. De 1856 à 1860, dix convois de charrettes à bras se rendirent en Utah. Huit d'entre eux arrivèrent à bon port dans la vallée du Lac Salé, mais deux d'entre eux, les compagnies de charrettes à bras Martin et Willie furent surpris par un hiver précoce et beaucoup de "saints" périrent. 

### Arrivée dans la vallée du Grand Lac Salé

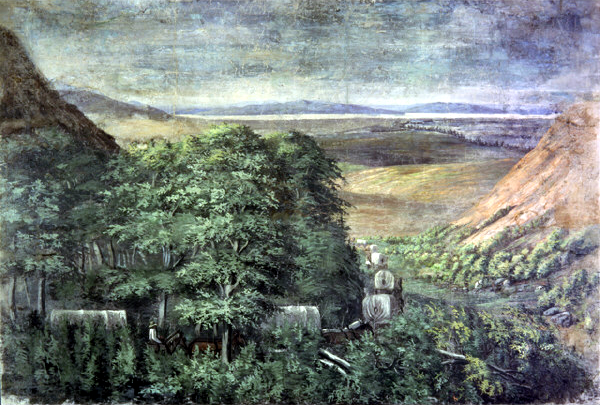
Arrivée dans la vallée du Grand Lac Salé par C.C.A. Christensen.

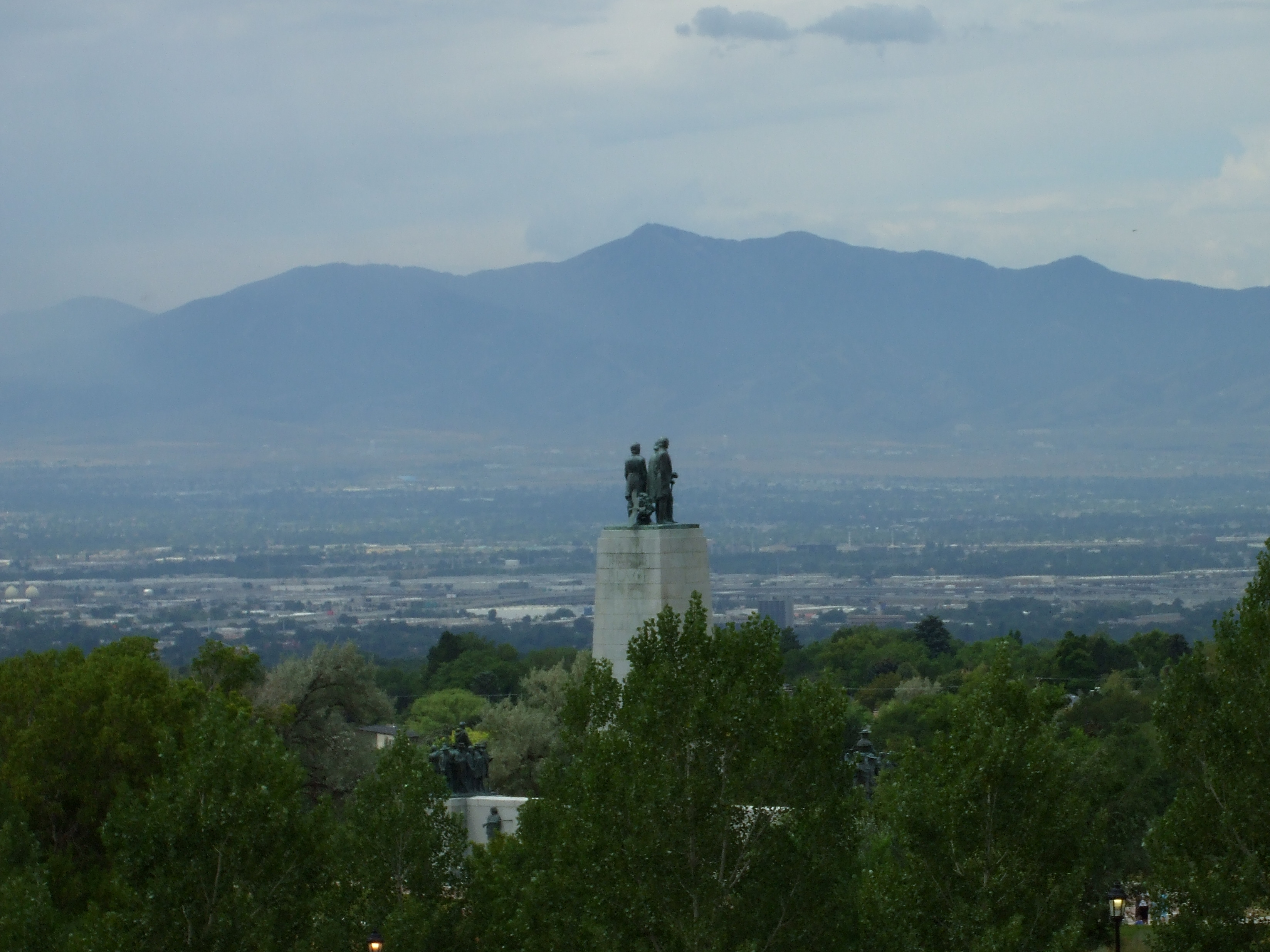
Mémorial 'This is the place'.

Le 21 juillet 1847, Orson Pratt et Erastus Snow, du premier convoi de pionniers, précédèrent les immigrants dans la vallée du lac Salé. Ils y trouvèrent une herbe si haute qu'on pouvait s'y cacher, ce qui promettait des terres à cultiver, et plusieurs ruisseaux qui serpentaient dans la vallée. 
Trois jours plus tard, Brigham Young, qui souffrait de la fièvre des montagnes, fut amené dans son chariot à l'embouchure d'un canyon qui donnait sur la vallée. Arrivé à l'endroit, il dit «Cela suffit. C'est là.» 
Le 28 juillet 1847, Brigham Young choisi l'emplacement pour le futur Temple de Salt Lake City et présenta au plus grand groupe possible un plan de ville pour approbation. En août 1847, Young et d'autres membres de la compagnie d'avant-garde retourna à Winter Quarters afin de rassembler et organiser les compagnies prévues pour les années suivantes. En décembre 1847, plus de deux mille mormons avaient accompli le voyage jusqu'à la vallée du Grand Lac Salé. Toutefois, le pourcentage de main-d'œuvre adulte était peu élevé, 53,2 pour cent du groupe avait moins de dix-neuf ans, 25 pour cent du total étaient des enfants de moins de huit ans. (Walker et Dant, p. 318).

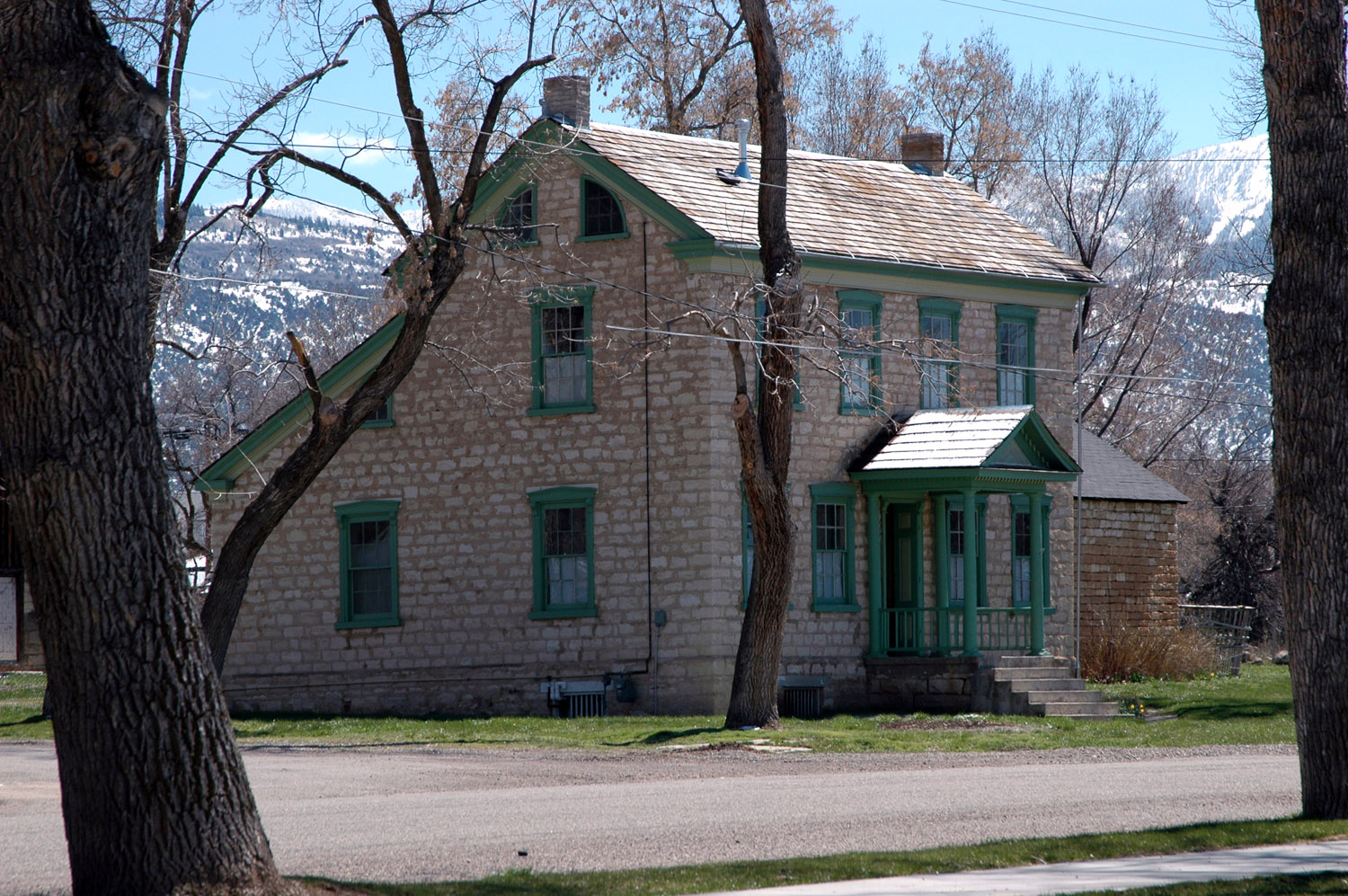
Maison de pionnier à Spring City, Utah.

Plusieurs années plus tard, Jean Rio Griffiths Baker, une convertie d'Angleterre, écrivit ce qu'elle éprouva quand elle contempla Salt Lake City pour la première fois. « La ville... est disposée en carrés ou en blocs, comme on les appelle ici; chacun contient quatre hectares et est divisé en huit lots, dont chacun a une maison. Je restai là à regarder. Il m'est difficile d'analyser mes sentiments, mais je pense que les principaux étaient la joie et la reconnaissance pour la protection qui nous avait été accordée à moi et aux miens pendant notre long et dangereux voyage. »

## Les «saints» du Brooklyn
La plupart des « saints » se rendirent dans les Montagnes Rocheuses en faisant la traversée par voie de terre à partir de Nauvoo, mais un groupe de « saints » de l'est des États-Unis prit le chemin de la mer. Le 4 février 1846, soixante-dix hommes, soixante-huit femmes et cent enfants montèrent à bord du Brooklyn et quittèrent le port de New York pour un voyage de vingt-sept mille kilomètres jusqu'à la côte californienne. Pendant leur voyage, deux enfants naquirent que l'on appela Atlantic et Pacific et douze personnes moururent. Le voyage, qui dura six mois, fut très pénible dans la chaleur des tropiques et les passagers n'avaient que de la nourriture avariée et de l'eau croupie. Après avoir dépassé le cap Horn, ils s'arrêtèrent dans l'Île Juan Fernandez pour s'y reposer pendant cinq jours. Le 31 juillet 1846, après un voyage marqué de violentes tempêtes, d'une nourriture de plus en plus rare et de longues journées de navigation, ils arrivèrent à San Francisco. Certains y restèrent et fondèrent une colonie appelée New Hope (Nouvelle-Espérance), tandis que d'autres traversaient les montagnes pour rejoindre les « saints » dans le Grand Bassin, à l'est.

## Hommages
John F. Kennedy, président des États-Unis, le 26 septembre 1963 :
« Je trouve une force régénératrice et du plaisir à me rappeler l'histoire de ce groupe qui, il y a plus d'un siècle, a fait le voyage périlleux à travers les montagnes et les plaines pour construire un commonwealth « saint » dans le désert. De toutes les histoires de pionniers et de colons américains, rien n'est plus inspirant que l'épopée des pionniers mormons. Les qualités des fondateurs de cette communauté sont les qualités que nous recherchons en Amérique. Ce sont les qualités que nous aimons à sentir dans ce pays : le courage, la patience, la foi, l'autonomie, la persévérance et, surtout, une détermination sans faille pour que prévale le droit. Notre tâche aujourd'hui est de transposer cet esprit dans l'état d'esprit de l'Amérique, de nous conduire dans la communauté des nations avec la même combinaison d'énergie et d'endurance qui a conduit Brigham Young et son peuple en toute sécurité dans la vallée du Grand Lac Salé. »

## À l'écran
- L'Odyssée des Mormons (1940) avec Tyrone Power, Vincent Price, Mary Astor et Dean Jagger (B. Young)
- Legacy: A Mormon Journey (en) (1993)
- À l'aube de l'Amérique (2025) série créée par Mark L. Smith et réalisée par Peter Berg.